# パルナパリン
パルナパリン（Parnaparin）は、低分子量ヘパリンに属する抗血栓薬である。このクラスの薬剤は血栓塞栓症の予防と治療における医療の進歩を象徴するものであり、未分画ヘパリンと同様の効果を持ちながら投与方法がより簡単で副作用が少ない。深部静脈血栓症や血栓症関連静脈症に有効性が示されていることに加え、中-高リスクの外科手術における血栓予防効果も実証されている。

## 禁忌
- 製剤成分に対し過敏症状または過敏症の既往歴のある患者
- 妊婦または妊娠している可能性のある婦人

原則禁忌
- 高度な出血症状を有する患者
- 重篤な肝障害またはその既往歴のある患者
- ヘパリン起因性血小板減少症の既往歴のある患者

## 効能・効果
血液体外循環時の灌流血液の凝固防止（血液透析・血液透析ろ過・血液ろ過）

## 副作用
重大な副作用として、血小板減少とショック、アナフィラキシーが知られている。

## 参考資料
1. ↑  Lorenzo Pradelli (2008). Parnaparin: review of the literature. doi:10.7175/fe.v9i1.213.
2. 1 2  “ローヘパ透析用１００単位／ｍＬシリンジ２０ｍＬ／ローヘパ透析用１５０単位／ｍＬシリンジ２０ｍＬ／ローヘパ透析用２００単位／ｍＬシリンジ２０ｍＬ 添付文書”. www.info.pmda.go.jp. 2021年12月22日閲覧。